# Gagaʻemauga
Gagaʻemauga ist ein politischer Bezirk (samoanisch itūmālō, englisch electoral district) von Samoa, auf der Insel Savaiʻi. Der Bezirk liegt im Zentrum der Nordküste of Savaiʻi. Der Name Gagaʻemauga bedeutet „Nahe Seite des Berges“ und bezieht sich auf die Ostseite der vulkanischen Bergkette, die durch das Zentrum der Insel verläuft.

## Geographie
Wie überall in Samoa liegen die meisten Siedlungen an der Küste. Siedlungen im Inland in Gagaʻemauga sind Patamea und Samalae'ulu. Das traditionelle Zentrum des Bezirks ist Saleʻaula, wo die Häuptlinge (Matai) und Berater sich bei Vaituʻutuʻu malae versammeln.
Im Hinterland steigt das Terrain kontinuierlich zur Bergkette hin an. Ein herausragender Gipfel im Bezirk ist Mount Matavanu (700 m ⊙).
Im Zentrum des Bezirks verläuft auch der Maliolio River (⊙), der an der Nordostküste ins Meer mündet.

## Exklaven auf Upolu

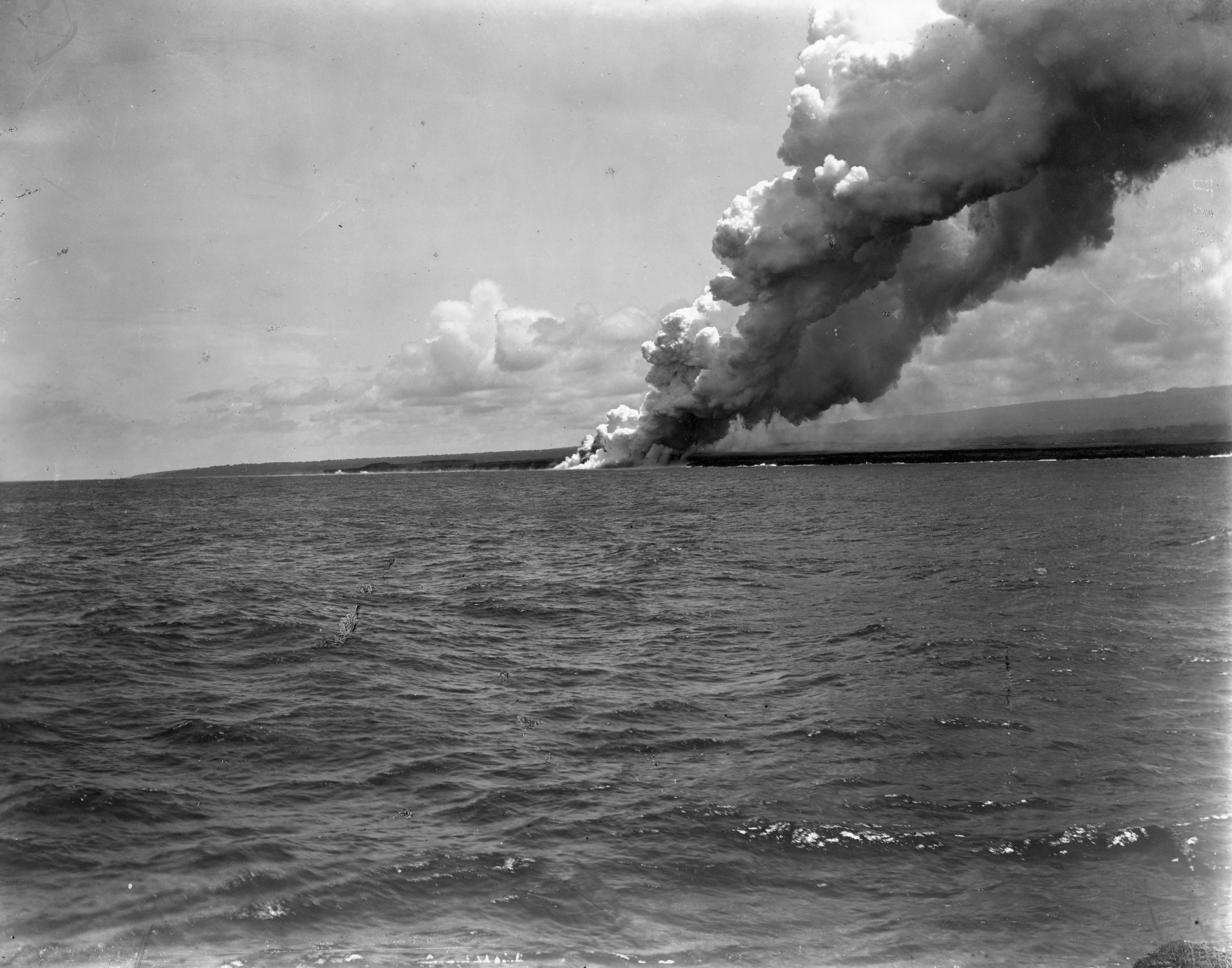
Eruption des Mt Matavanu, 1905, Alfred John Tattersall.

Zwei kleine Exklaven von Gagaʻemauga liegen auf der Insel Upolu. Die Exklaven entstanden durch Umsiedlungen nach der Zerstörung mehrerer Dörfer im Lauf der Vulkanausbrüche des Matavanu Anfang des 19. Jahrhunderts. Diese Exklaven heißen Leʻauvaʻa (5,558 km², 3457 Einwohner zum Zensus 7. November 2016) und Salamumu (13,11 km², 371 Einwohner). Sie gehören politisch zu Savaiʻi, trotz ihrer Abgelegenheit, und behalten auch weiterhin die traditionellen faʻalupega (Genealogischen Verbindungen). Die Exklave Leʻauvaʻa ist mit einer Bevölkerung von 3.457 zur Volkszählung 2016 die größte Siedlung des Bezirks Gagaʻemauga. Die Exklave Salamumu besteht aus den zwei Dörfern Salamumu Utu (338 Einwohner) und Salamumu Tai (31 Einwohner).

## Vulkanische Eruptionen um 1900

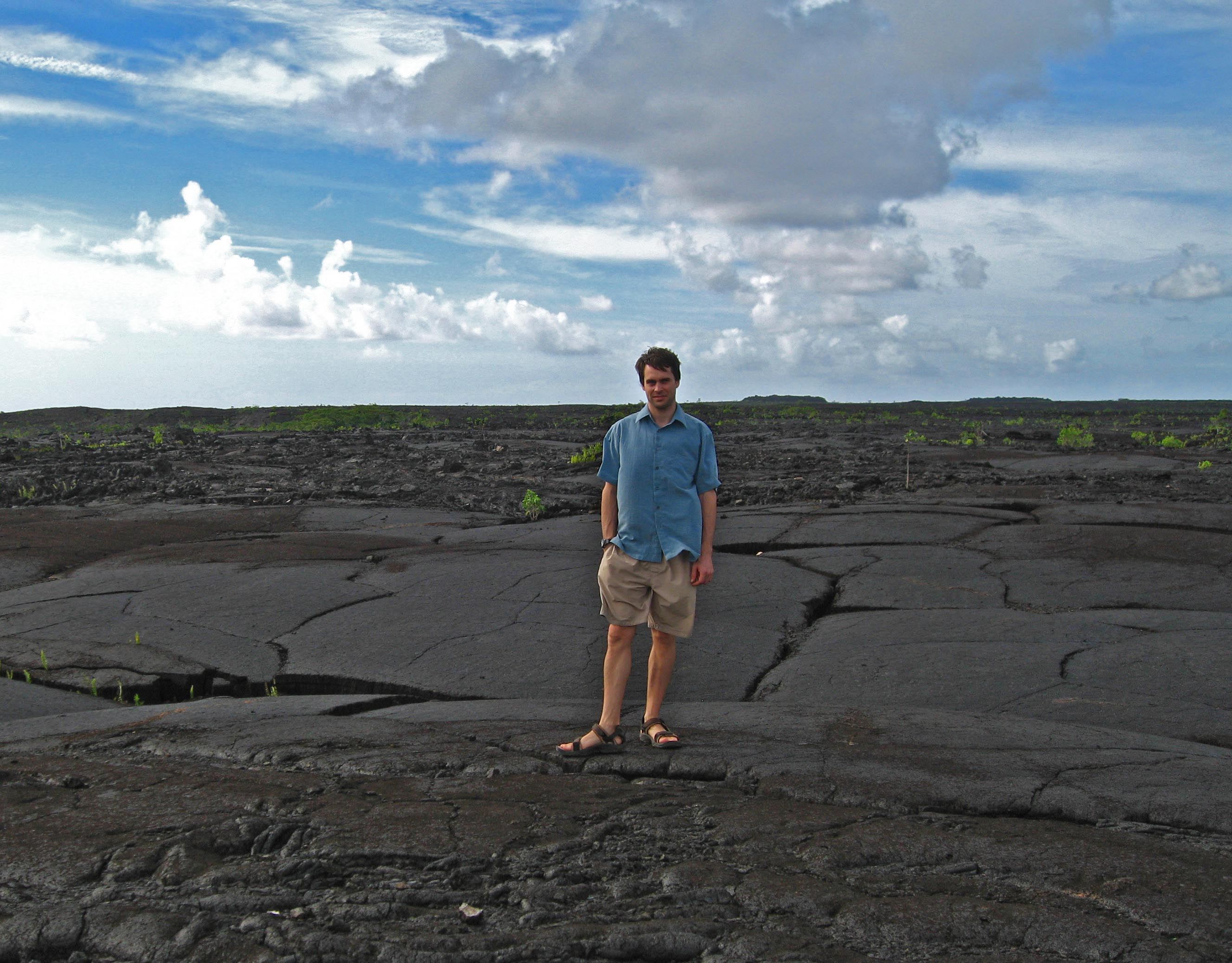
Lavafelder auf Savaiʻi

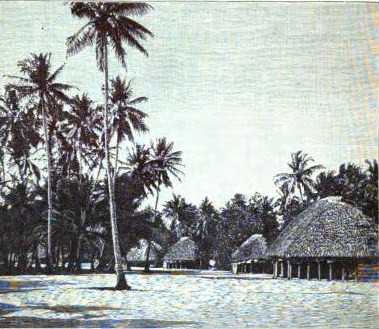
Matautu, 1902

1905 bis 1911 ereigneten sich mehrere Eruptionen von Mount Matavanu, der ca. 11 km inland von Matautu an der Nordküste liegt. Lavaströme zerstörten mehrere Dörfer, unter anderem auch Saleʻaula und Salago, und verwandelten die Nordhälfte des Bezirks in Lavafelder, die bis deutlich erkennbar sind vor allem bei Saleʻaula. Die betroffenen Einwohner wurden nach Upolu evakuiert, wo sie in der Folge die beiden Siedlungen Leʻauvaʻa und Salamumu gründeten. Die Namen Leavaʻa und Salamumu beziehen sich auf die Ereignisse der Eruption 1905. In jüngerer Zeit haben einige Familien in den Lavafeldern wieder Häuser erbaut.

## Tradition
Das Dorf Saleʻaula unterhält starke traditionelle Beziehungen mit Safotulafai im Osten, wo der Häuptlingstitel Letufuga ansässig ist. Safotulafai ist der Hauptort des Itumalo Faʻasaleleaga.

### Itu-o-Tane
Gagaʻemauga und der benachbarte Bezirk Gagaifomauga werden zusammen auch als Itu-o-Tane bezeichnet, „Die Seite der Männer“. Diese Bezeichnung bezieht sich auf die Tapferkeit der Menschen von Itu-o-Tane, die im Krieg und speziell im Großen Aana-Krieg (1828–1830) mit Aʻana. Im Gegenzatz dazu wird das Gebiet an der Südküste als Itu-o-Fafine bezeichnet, „Die Seite der Frauen“.

## Geschichte
George Pratt (1817–1894), ein Missionar der London Missionary Society, lebte lange Zeit in Matautu (1839–1879). Er verfasste die erste Grammatik und das erste Wörterbuch der Samoanischen Sprache (A Grammar and Dictionary of the Samoan Language, with English and Samoan Vocabulary), welche 1862 durch die Samoa Mission Press verlegt wurde.
Während des Zweiten Weltkrieges war das Dorf Fagamalo, eine pito nuʻu-Siedlung (Ortsteil) des Dorfverbandes Matautu das Verwaltungszentrum auf Savaiʻi und verfügte über einen Ankerplatz und einen Schiffsanleger. Außerdem war es Sitz des Colonial Resident Commissioners von Savaiʻi, solange Alliierte Truppen im Südpazifik gegen Japan kämpften. In der zweiten Hälfte des 20. Jahrhunderts wurde die Verwaltung von Savaiʻi nach Tuasivi im Bezirk Faʻasaleleaga verlegt. Es gibt dort ein Krankenhaus, eine Polizeistation ein Gerichtsgebäude.

## Schools
- Vaipouli College